# Maguan, Chongqing
Maguan (kinesiska: 马灌) är en köping i sydvästra Kina. Den ligger i Zhong härad i storstadsområdet Chongqing, omkring 150 kilometer nordost om det centrala stadsdistriktet Yuzhong. Antalet invånare är 34 448. Befolkningen består av 17 195 kvinnor och 17 253 män. Barn under 15 år utgör 17,0 %, vuxna 15-64 år 65 %, och äldre över 65 år 16,0 %.